# Rhadinaea montana
Espèce
Statut de conservation UICN

 EN B1ab(iii) : En danger
Rhadinaea montana  est une espèce de serpents de la famille des Dipsadidae.

## Répartition
Cette espèce est endémique de l'État du Nuevo León au Mexique,.

## Description
L'holotype de Rhadinaea montana mesure 580 mm dont 188 mm pour la queue.

## Étymologie
Le nom spécifique montana vient du latin montanus, se rapportant aux montagnes, en référence à la répartition de ce serpent.

## Publication originale
- Smith, 1944 : Snakes of the Hoogstraal Expeditions to northern Mexico. Zoological Series of Field Museum of Natural History, vol. 29, no 8, p. 135-152 (texte intégral).